# مرکز تاریخی کوردوبا
شهر تاریخی کوردوبا، اسپانیا یکی از بزرگ‌ترین مراکز تاریخی اروپا است. در سال ۱۹۸۴، یونسکو مسجد-کلیسای جامع کوردوبا را به عنوان یک میراث جهانی ثبت کرد. یک دهه بعد، این ثبت به بخش‌های زیادی از شهر قدیمی گسترش یافت. این مرکز تاریخی دارای بناهای بسیاری است که آثار بزرگ دوران‌های رومی، اسلامی و مسیحی را حفظ کرده‌اند.